# Hibbertia caudice
Hibbertia caudice är en tvåhjärtbladig växtart som beskrevs av Toelken. Hibbertia caudice ingår i släktet Hibbertia och familjen Dilleniaceae. Inga underarter finns listade i Catalogue of Life.